# Ванеков млин
Ванеков млин је културно-историјско добро Републике Српске. Саграђен је крајем 19. века у Новом Селу, насељеном месту у граду Бијељина. Добро се налази на привременој листи националних споменика и има валоризациону основу.

## Историја споменика
Након аустроугарске окупације Босне и Херцеговине 1878. године, у близини Бијељине основан Францјозефелд (данашње Ново Село), ново насеље насељено углавном Немцима и Аустроугарима. Један од првих становника ноонасељеног места био је Франц Ванек који је у Францјозефелду основао аграрну колонију и саградио млин. Првобитно, локално становништво које је углавном знало за млинове који раде уз помоћ водене снаге, није веровало у успех његове намере да сагради млин далеко од воде. Зграда млина грађена је врло брзо, а цигле за њену градњу доносиле су се из Давелдове циглане. По завршетку изградње 1888. године Ванеков млин је по својој величини представљао репрезентативну грађевину у окружењу. За потребе нове фабрике, купљен је паромлин, који је из Пеште допремљен паробродом у Босанску Рачу. У пролеће 1890. године, машина је превезена у зграду млина. Због обима и величине паромлина, за потребе транспорта саграђена су посебна запрежна кола која су вукла 24 вола. Било је потребно два месеца да се целокупни паромлин састави у згради млина. Коначно, на пролеће 1890. године млин је пуштен у рад.
Ванеков млин био је, за локално становништво, по много чему посебан. Поред величине и начина рада био је и најбржи млин у том делу Семберије. Због тога су му дали надимак „аждаја“. Многи сељаци из околних места долазили су да се увере у рад млина без воденице.
До отварања рудника у Угљевику, вода за млин загревала се уз помоћ дрва. Ванеков млин подстакао је отварање нових паромлинова што је проузроковало масовно затварање и напуштање традиционалних воденица. То је утицало да се све више пашњака и њива претвори у кукурузна или пшенична поља.
Први и други Велики рат изазвали су млинарску кризу услед које су многи млинови престали да раде. Ванеков млин је успео да превазиђе ратне године али са великим губицима. Након рата, као и већина немачких предузећа у Францјозефелду, млин је национализован. То је уједно био и почетак краја Ванековог млина. Производња се није стабилизовала и млин је убрзо напуштен.
Зграда Ванековог млина је, услед неодржавања и немара, постала руина, а поједини њени делови су 2018. године прекривени због опасности од урушавања.

### Рушење споменика
Почетком априла 2022. године, годину дана након што је објекат проглашен Националним спомеником Босне и Херцеговине, Ванеков млин је у потпуности срушен од стране компаније "Павгорд" - власника земљишта на ком се објекат налазио.
Борјан Максимовић, руководилац Градског одељења за просторно уређење и урбанизам Град Бијељина, на конференцији за новинаре након рушења Ванековог млина изјавио је да је одељење на чијем је челу издало решење о уклањању одређених објеката који нису били под заштитом. Максимовић тврди да је издато решење злоупотребљено, јер инвеститор није јасно навео да ће уклонити и објекте који су проглашени Националним спомеником Босне и Херцеговине.